# Novák Éva (úszó)
Novák Éva (Budapest, 1930. január 8. – Brüsszel, 2005. június 30.) olimpiai bajnok és többszörös világrekorder magyar úszónő, Novák Ilona szintén olimpiai bajnok úszónő testvére. Ő volt az első magyar nő, aki világcsúcsot úszott. Szintén az első nő aki a Médaille D'Or du Mérite Sportif kitüntetést kapta.

## Élete
10 éves korában már kitűnően úszott, versenyekre járt. Példaképe Csik Ferenc volt. 1942-től a Magyar Úszó Egylet, majd a Ferencvárosi TC (az 1950-es években: ÉDOSZ és Budapesti Kinizsi néven) úszója volt. 1947-től 1953-ig szerepelt a magyar válogatottban. Az 1948-as londoni olimpián 200 méteres mellúszásban bronzérmet nyert. Az eredményt befolyásolta az, hogy Londonban tüszős mandulagyulladása volt. Az 1952-es helsinki olimpián a Novák Ilona, Temes Judit, Novák Éva, Szőke Katalin, Littomeritzky Mária összeállítású 4 × 100 méteres aranyérmes gyorsváltó tagja, 200 méteres mellúszásban valamint 400 méteres gyorsúszásban ezüstérmet nyert. Többszörös világcsúcstartó. 1950-ben ő lett az első magyar úszónő, aki világcsúcsot úszott. Edzője, aki gyerekkorától kezdve végig segítette őt, Hunyadfi István volt.
Titokban kötött házasságot Pierre Gerard belga sportújságíróval Helsinkiben az olimpia alatt. Miután az olimpiai aranyvonaton hazatért Magyarországra, Hegyi Gyulától és Rákosi Mátyástól kért segítséget arra, hogy kimehessen férjéhez Brüsszelbe. Később nagy nehezen jutott ki, s ott befejezte a budapesti Semmelweis Orvostudományi Egyetemen korábban megkezdett tanulmányait, és orvosi diplomát szerzett. Szemsebészként dolgozott a belga fővárosban, de folytatta sportpályafutását is, több belga bajnoki címet nyert. Belgium színeiben indult az 1956-os nyári olimpián.
Az aktív sportolást 1958-ban fejezte be. 1973-ban Novák Ilonával együtt az Úszó Hírességek Csarnoka tagja lett. Az 1990-es években többször hazalátogatott szülőföldjére. Brüsszelben hunyt el 75 éves korában. Hamvait – végakaratának megfelelően – a Farkasréti temetőben helyezték örök nyugalomra.

## Sporteredményei

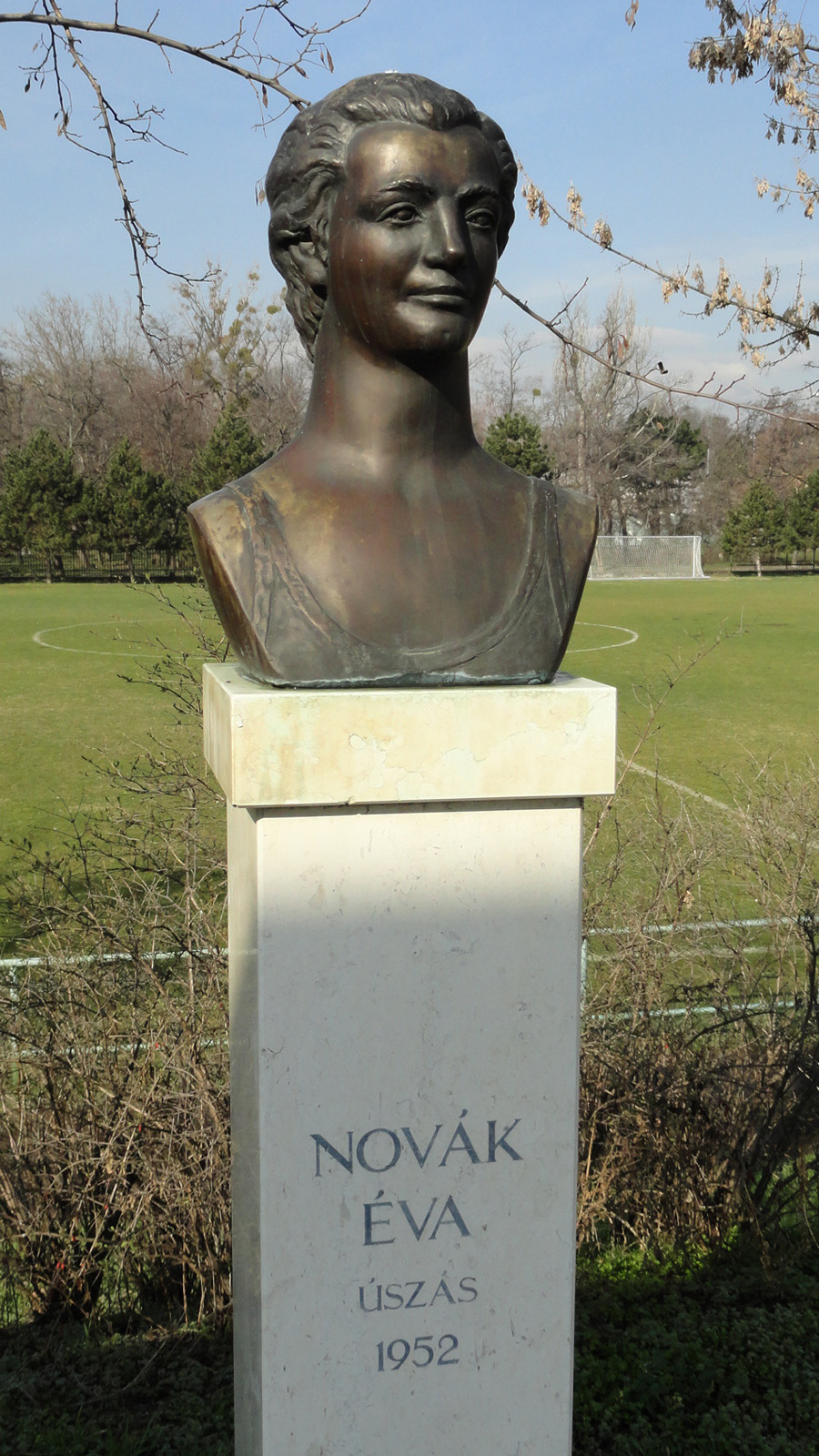
Novák Éva szobra a Ferencvárosi Torna Club olimpiai bajnokainak sétányán

- olimpiai bajnok (1952: 4 × 100 m gyorsváltó)
- kétszeres olimpiai 2. helyezett (1952: 400 m gyors, 200 m mell)
- olimpiai 3. helyezett (1948: 200 m mell)
- Európa-bajnoki 4. helyezett (1947: 200 m mell)
- háromszoros főiskolai világbajnok (1949: 200 m mell, 3 × 100 m vegyes váltó ; 1951: 4 × 100 m gyorsváltó)

### Rekordjai
400 m gyors
- 5:10,0 (1952. április 20., Moszkva) országos csúcs (25 m)

100 m mell
- 1:24,8 (1946. március 30., Budapest) országos csúcs (25 m)
- 1:23,4 (1947. május 27., Budapest) országos csúcs
- 1:20,8 (1948. május 2., Budapest) országos csúcs
- 1:20,6 (1948. június 9., Budapest) országos csúcs
- 1:19,6 (1950. október 28., Székesfehérvár) országos csúcs (25 m)

200 m mell
- 2:59,6 (1946. március 30., Budapest) országos csúcs (25 m)
- 2:56,0 (1948. június 19., Budapest) országos csúcs
- 2:54,8 (1948. november 12., Budapest) országos csúcs (33 m)
- 2:54,0 (1948. december 26., Székesfehérvár) országos csúcs (25 m)
- 2:52,2 (1949. március 27., Budapest) országos csúcs (33 m)
- 2:51,3 (1950. október 13., Budapest) országos csúcs (33 m)
- 2:50,4 (1950. október 18., Székesfehérvár) országos csúcs (25 m)
- 2:48,8 (1950. október 21., Székesfehérvár) világcsúcs (25 m)
- 2:48,5 (1951. május 5., Moszkva) világcsúcs (25 m)

200 yard mell
- 2:34,0 (1950. december 30., Ózd) világcsúcs

400 m mell
- 6:16,2 (1946. április 3., Budapest) országos csúcs
- 6:00,2 (1949. május 7., Budapest) országos csúcs

4 × 100 m gyorsváltó
- 4:27.2 (1952. április 27., Moszkva) (Littomeritzky Mária, Novák Éva, Szőke Katalin, Székely Éva) világcsúcs
- 4:24.4 (1952. augusztus 1., Helsinki) (Novák Ilona, Temes Judit, Novák Éva, Szőke Katalin) világcsúcs

## Díjai, elismerései
- Magyar Köztársasági Sportérdemérem arany fokozat (1949)[2]
- Magyar Népköztársasági Érdemrend V. fokozat (1951)[3]
- A Magyar Népköztársaság kiváló sportolója (1951)[4]
- Az FTC örökös bajnoka (1974)
- Az Úszó Hírességek Csarnoka tagja (1973)
- Médaille D'Or du Mérite Sportif
- A magyar úszósport halhatatlanja (2017)[5]